# 解放者市 (梅里達州)
解放者市（西班牙語：Municipio Libertador）是委內瑞拉的一個市，位於該國西部梅里達州，首府設於梅里達市，面積803平方公里，海拔高度1,330米，2007年人口232,011，人口密度每平方公里290人。